# Master Airways
 Master Airways  (serbisch: Мастер Ервејз) war eine serbische Fluggesellschaft mit Sitz in Niš.

## Geschichte

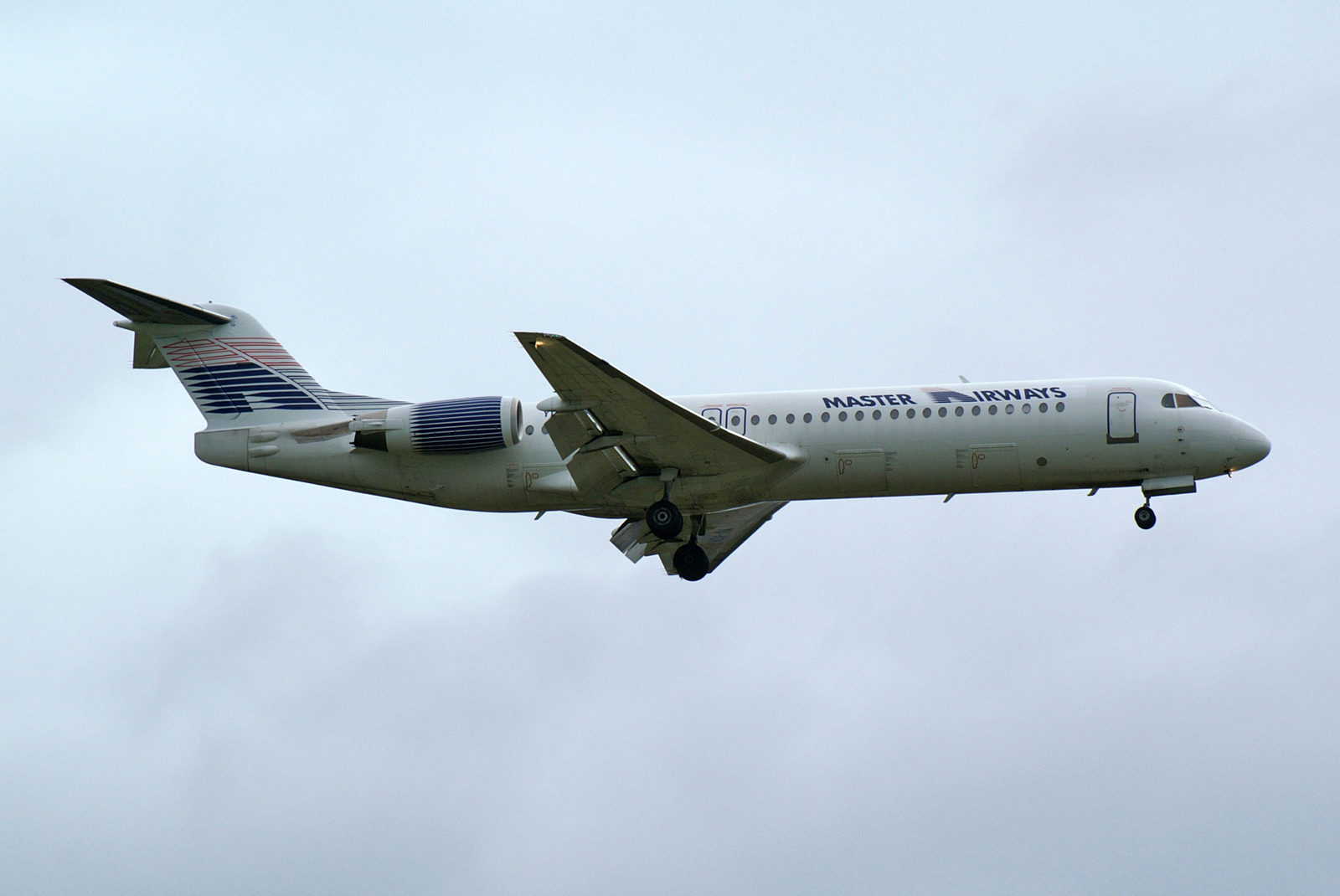
Fokker 100 der Master Airways, Zürich 2006

Durch die Abspaltung Montenegros am 3. Juni 2006 aus der Staatengemeinschaft Serbien und Montenegro war es Montenegro Airlines nicht mehr möglich, die rentablen Strecken aus Belgrad zu bedienen. Um jedoch weiterhin auf dem serbischen Markt tätig zu bleiben, wurde 2006 die Tochtergesellschaft Master Airways gegründet. Diese übernahm eine Fokker 100 der Muttergesellschaft und begann den Flugbetrieb im Auftrag der Montenegro Airlines am 6. April 2006 von Belgrad nach Zürich. Im Jahr 2007 war die Fluggesellschaft gemeinsam mit Montenegro Airlines in einen Korruptionsskandal in Montenegro verwickelt. Kurz darauf wurde die Fluggesellschaft aufgelöst und das einzige Flugzeug kam wieder zurück in die Flotte der Muttergesellschaft.
Am 26. Dezember 2009 hatte Montenegro Airlines mit der serbischen Stadt Niš vereinbart, den Flugverkehr zwischen Podgorica (TGD) und
Niš (INI) durchzuführen. Demnach sollte Master Airways zu Beginn des Sommerflugplans 2010 (28. März 2010) reaktiviert werden.
Zuvor wurde auch angekündigt, dass Montenegro Airlines die Strecke Niš-Zürich bedienen werde. Die Schweizer Behörden verweigern hierfür jedoch die nötigen Flugverkehrsrechte, da es sich bei Montenegro Airlines um eine Airline handelt, die zwar im Rahmen des „Single European Sky“-Abkommens Flüge zwischen Montenegro und der Schweiz durchführen darf, nicht jedoch zwischen Drittstaaten und der Schweiz.

## Flugziele
Geplante Ziele der eigenständigen Fluggesellschaft waren Paris, Frankfurt, Podgorica, Tivat, Belgrad, Niš und Zürich. Doch außer einigen Flügen für Montenegro Airlines kam es zu keinen weiteren Flügen.

## Flotte
Die einzige Maschine, die in der vollständigen Bemalung der Airline flog, war eine von der Montenegro Airlines bereitgestellte Fokker 100 (YU-AOM).